# 哈卡半岛站
哈卡半岛地铁站（芬蘭語：Hakaniemen metroasema），是芬兰赫爾辛基地鐵的车站。该站服务于赫尔辛基的哈卡半岛和卡利奥两个市区。M1和M2两条地铁线均停靠此站。
开通于1982年6月1日，哈卡半岛站是赫尔辛基最早开通的地铁站之一。该站距离赫尔辛基大学站900米，离瑟尔奈宁站900米，位于地下23米，海平面以下21米处。

## 图集

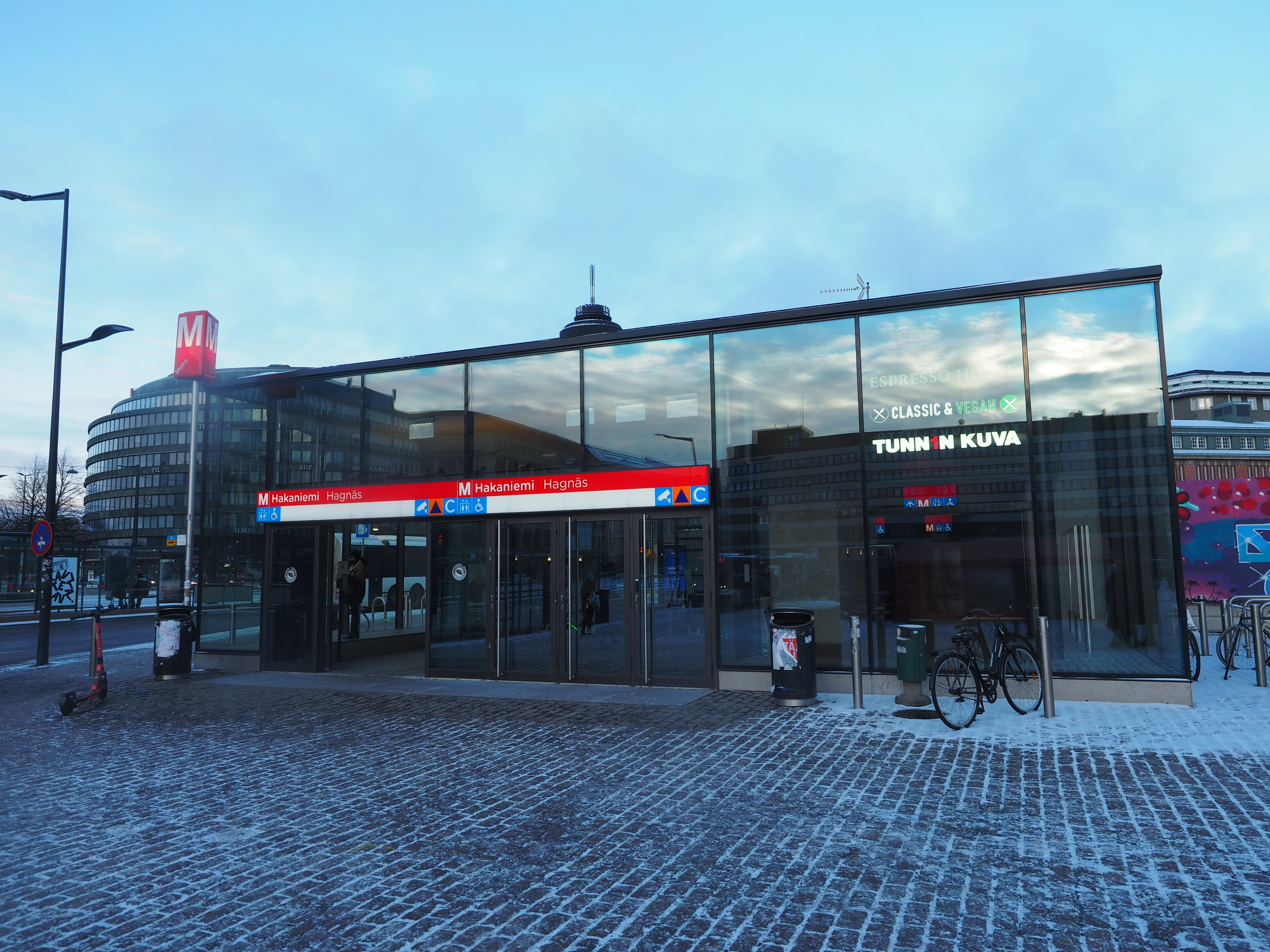
地铁站入口
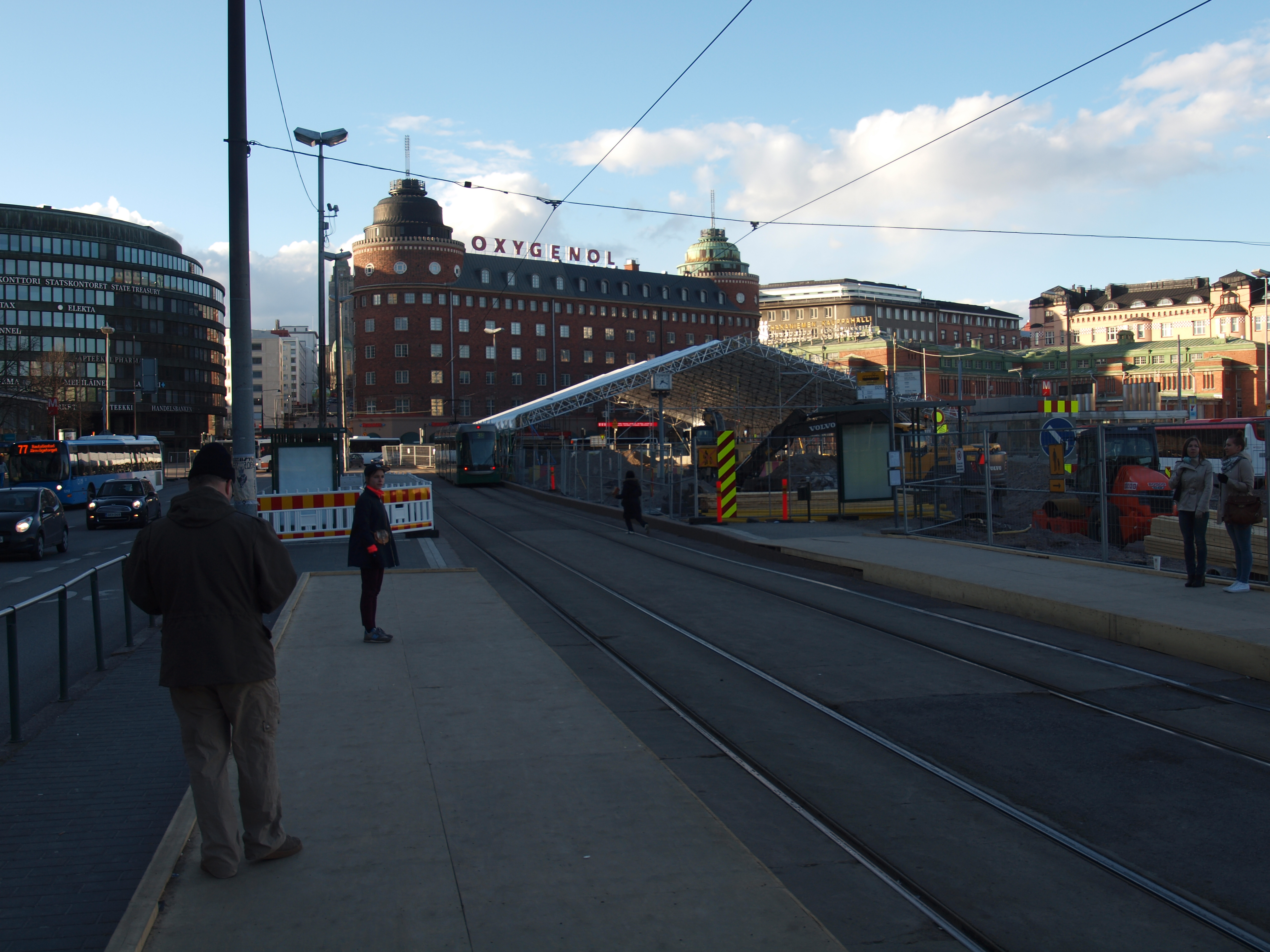
2013年4至6月份期间正在维修的地铁主入口